# Le Pouvoir de la province de Kangwon
Pour plus de détails, voir Fiche technique et Distribution.
Le Pouvoir de la province de Kangwon (hangeul : 강원도의 힘 ; romanisation révisée : Gangwon-do ui him) est un film dramatique sud-coréen écrit et réalisé par Hong Sang-soo, sorti en 1998.

## Synopsis
Ji-Sook, étudiante, se rend en vacances dans la province de Gangwon avec deux amies. Elle fait la connaissance d'un jeune policier, avec lequel elle entame une brève liaison pour tenter d'oublier sa rupture avec son professeur. Parallèlement, ce dernier se rend dans la même région avec un ami, pour la même raison.

## Fiche technique
- Titre : Le Pouvoir de la province de Kangwon
- Titre original : 강원도의 힘 (Gangwon-do ui him)
- Titre anglais : The Power of Kangwon Province
- Réalisation et scénario : Hong Sang-soo
- Photographie : Kim Yeong-cheol
- Montage : Hahm Seong-Won
- Musique : Won Il
- Production : Ahn Byeong-joo
- Société de production : Miracin Korea Film Company
- Société de distribution :  ASC Distribution (France)
- Pays d'origine :  Corée du Sud
- Langue originale : coréen
- Format : couleur - 1.85 : 1 - 35 mm
- Durée : 108 minutes
- Dates de sortie :
  - Corée du Sud : 4 avril 1998
  - France : 26 février 2003

## Distribution
- Baek Jong-hak : Sang-kwon
- Chun Jaeh-yun : Jae-wan
- Im Sun-young : Mi-sun
- Kim Yoo-suk : le policier
- Oh Yun-hong : Ji-sook
- Park Hyun-young : Eunk-young

## Récompense
- Festival de Cannes 1998 : section « Un Certain Regard »
- Blue Dragon Film Awards : Meilleur réalisateur et Meilleur scénario